# Agustina Cherri
Agustina Cherri (Vicente López, provincia de Buenos Aires; 15 de febrero de 1983) es una actriz argentina. Es conocida por sus actuaciones protagónicas en telenovelas como Chiquititas, Verano del 98, Mis amigos de siempre, Los ricos no piden permiso, Separadas y La 1-5/18.

## Biografía
Agustina Cherri nació el 15 de febrero de 1983 en Vicente López, Buenos Aires, tiene ascendencia italiana. Creció como admiradora de Flavia Palmiero, una famosa conductora de televisión durante los años de su infancia. Desde chica mostró interés por convertirse en bailarina.

## Carrera
En 1989, asistió al casting para participar del programa de televisión de Flavia Palmiero La ola está de fiesta. En dicho casting se buscaban niñas que quisieran bailar en el programa y Agustina fue elegida para participar. Luego continuó participando en Flavia está de fiesta. En 1991 debutó como actriz e interpretó a Paola en Regalo del cielo, un tira que fue una de las novelas éxito de Canal 9, llegando a rozar los 40 puntos de índice de audiencia.
Entre 1992 y 1993 interpretó a Camila en la serie Grande Pa!, un programa que se hizo popular en Argentina. Dicho programa le trajo cierta fama. En 1994 actuó en Más allá del horizonte protagonizada por Osvaldo Laport y Grecia Colmenares. Además en teatro actuó junto a Emilio Disi. Su salto a la fama se produjo cuando tenía doce años, en 1995 cuando aceptó interpretar a Mili (Milagros), una niña que vivía en un orfanato en la serie Chiquititas. Gracias a que la serie alcanzó popularidad y fue retransmitida en varios países latinoamericanos así como también en Estados Unidos e Israel, ganó reconocimiento internacional. Por su interpretación de Mili obtuvo su primer premio Martín Fierro a la Mejor actriz infantil en 1997. Trabajó en Chiquititas hasta 1997, ya que un año después se convirtió en una de las protagonistas de Verano del '98, una novela juvenil donde interpretó a Violeta.
En 2000 protagonizó la telenovela Cabecita junto a Alejo Ortiz, interpretando a Lucía Escobar. Fue uno de los papeles principales disparadores de su carrera. En 2001 regresó a Chiquititas, pero esta vez como protagonista de la séptima y última temporada, volviendo a interpretar el papel de Mili, pero esta vez adulta, y como celadora del hogar. Además encabezó la versión teatral del ciclo en el Teatro Gran Rex y realizó casi todas las canciones de la banda sonora del ciclo. Ese año además filmó su primera película, Rodrigo, la película. Dicho filme era una biografía del cantante Rodrigo, quien había fallecido en junio de 2000 tras un accidente automovilístico. Luego participó en Mil millones (2002) y en la telecomedia Son amores en su segunda temporada (2003). Además realizó la voz protagónica de la serie animada Dientes de lata, que fue emitida en el recordado canal infantil Fox Kids.
Posteriormente protagonizó otra tira de Canal 13, Los Pensionados (que duró seis meses en 2004), junto a Damián De Santo, Cecilia Dopazo, Marcela Kloosterboer, Guido Kaczka y Luciano Pereyra.
Un año más tarde coprotagonizó otro éxito de Canal 13, Hombres de Honor, producido por Pol-ka. Durante 2006 protagonizó uno de los capítulos del unitario Mujeres asesinas. 
A principios de 2007 regresó al teatro, protagonizando la obra ¿Quién le teme a Virginia Woolf?. Ese año fue una de las cuatro protagonistas de la telenovela Mujeres de nadie, junto a actrices como María Leal, Susu Pecoraro y Claribel Medina. En 2008 protagonizó la serie del canal Cosmopolitan, Toillete, junto a Viviana Saccone, Agustina Lecouna, Andrea Quejuán y Carolina Valsagna. Ese mismo año realizó una participación especial en el unitario Todos contra Juan protagonizado por Gastón Pauls, en donde actuaba de sí misma. En 2009 protagonizó junto a Carmen Vallejos y Leonor Benedetto el prestigioso unitario Rosa, Violeta y Celeste en Canal 7.
En 2010 volvió a participar en el unitario Todos contra Juan. Luego de alejarse de la actuación durante casi un año y medio debido a la maternidad, Agustina regresó a la televisión como protagonista del unitario de Canal 7, El paraíso junto a Alejandro Awada y Mariano Torre. El unitario y la actuación de Agustina, recibieron críticas sumamente favorables.
En 2013 volvió a la televisión de la mano del unitario Historias de corazón.
En 2014 fue una de las protagonistas de la telecomedia de Pol-ka Mis amigos de siempre junto a Nicolás Cabré, Nicolás Vázquez, Emilia Attias, Gonzalo Heredia y Calu Rivero. Por esta ficción fue nominada a los Premios Martín Fierro como Mejor actriz de telenovela. En la pantalla de Telefe protagonizó un episodio del unitario La celebración, el cual fue grabado un año antes de su emisión. En el canal Encuentro produjo y narró el ciclo Historias de género.
En 2015 protagoniza el spot de la marca de indumentaria vegana Nous Etudions, con un desnudo bastante jugado en el cual aparece completamente depilada.
En 2016 coprotagonizó junto a Gonzalo Heredia, Los ricos no piden permiso, donde interpretó a Elena. 
En 2017 protagonizó la novela de Telefe Fanny, la fan donde interpretó a Fanny, además, trabajó en una obra teatral dirigida por Guillermo Francella basada en la película de Paolo Genovese "Perfectos desconocidos" junto a Carlos Portaluppi, Magela Zannota, Gonzalo Heredia, Alejandro Awada, Mercedes Funes y Peto Menahem. Ese mismo año formó parte del homenaje a Romina Yan, Vive Ro. En dicho homenaje Cherri volvió a cantar en vivo, actividad que no realizaba hace tiempo.
En 2020 protagoniza la tira Separadas, junto a Celeste Cid, Marcela Kloosterboer, Mónica Antonopulos, Julieta Zylberberg, Gimena Accardi y Julieta Nair Calvo.
Luego de la cuarentena, la ficción nacional vuelve en el año 2021 por canal 13, y protagoniza la tira La 1-5/18, junto a Gonzalo Heredia, Esteban Lamothe y Lali González.

## Vida personal
Entre 2007 y 2014 estuvo en pareja con el actor y productor Gastón Pauls con quien tiene dos hijos: Muna, nacida en 2009, y Nilo, nacido en 2011.
Desde 2014 está en pareja con el músico Tomás Vera con quien tiene dos hijos: Alba, nacida en 2019, y Bono, nacido en 2023.
Fue vegetariana y defensora de los derechos de los animales.

## Actividades humanitarias
Desde 2004, junto con el apoyo del Municipio de Pilar fundó ADA ("Amigos del alma"), desde entonces, presidió la asociación sin fines de lucro.
Con su labor benéfica y las galas a las que concurrieron famosos, Cherri logró abrir el Hogar ADA, con espacio para albergar a 20 personas. La institución contaba con psicólogos y trabajadores sociales que se dedicaban a trabajar con cada persona que ingresara en el “refugio” para facilitar sus condiciones de egreso. El Hogar fue una institución de tránsito la cual apuntaba a devolverles a las víctimas de la violencia de género las ganas de tener una vida digna y la posibilidad de reinsertarse a la sociedad.

## Cine
| Año  | Título               | Personaje |
| ---- | -------------------- | --------- |
| 2001 | Rodrigo, la película | Romina    |

## Televisión
| Año       | Título                     | Personaje                         |
| --------- | -------------------------- | --------------------------------- |
| 1989-1990 | La Ola está de fiesta      | Bailarina                         |
| 1991-1992 | Flavia está de fiesta      | Bailarina                         |
| 1992      | Regalo del cielo           | Paola                             |
| 1992-1994 | ¡Grande, pa!               | Camila                            |
| 1994      | Más allá del horizonte     | Victoria Olazábal (Niña)          |
| 1995-1997 | Chiquititas                | Milagros "Mili" Urien             |
| 1998-1999 | Verano del 98'             | Violeta Herrera                   |
| 1999-2000 | Cabecita                   | Lucía Escobar                     |
| 2001      | Chiquititas                | Milagros "Mili" Urien             |
| 2002      | 1000 millones              | Gisela Vargas                     |
| 2003      | Son amores                 | Ana "Anita" Robles Lapromatta     |
| 2004      | Los pensionados            | Shamira                           |
| 2005      | Hombres de honor           | Ángela Capello Patter Nostra      |
| 2006      | Mujeres asesinas 2         | Sofía "Ep28: Sofía, nena de papá" |
| 2007      | Mujeres de nadie           | Laura Garreto "Lali"              |
| 2008      | Todos contra Juan          | Ella misma                        |
| 2009      | Rosa, violeta y Celeste    | Celeste                           |
| 2010      | Todos contra Juan 2        | Ella misma                        |
| 2011-2012 | El paraíso                 | Laura Denegri                     |
| 2013      | Historias de corazón       | Anna "Ep3: El gran ilusionista"   |
| 2013      | Historias de corazón       | Luz "Ep23: Una nueva luz"         |
| 2013-2014 | Mis amigos de siempre      | Rocío Monti                       |
| 2014      | La celebración             | María Viviani "Ep6: Boda"         |
| 2015      | Conflictos modernos        | Solana "Ep3: Algo habrán hecho"   |
| 2016      | Los ricos no piden permiso | Elena Rodríguez                   |
| 2017      | Fanny, la fan              | Fanny Rizzo                       |
| 2020      | Separadas                  | Romina Baldi                      |
| 2021-2022 | La 1-5/18                  | Lola Vidal                        |

## Teatro
| Año       | Título                        | Personaje             |
| --------- | ----------------------------- | --------------------- |
| 1990-1991 | La Ola está de fiesta         | Bailarina             |
| 1994      | Grande brigada                |                       |
| 1996-1997 | Chiquititas                   | Milagros "Mili" Urien |
| 2001      | Chiquititas                   | Milagros "Mili" Urien |
| 2006      | ¿Quién teme a Virginia Woolf? | Virginia Woolf        |
| 2018      | Perfectos desconocidos        | Bianca                |
| 2023      | Votemos                       | Valeria               |

## Videos musicales
| Videos musicales | Videos musicales | Videos musicales |
| Año              | Título           | Artista          |
| ---------------- | ---------------- | ---------------- |
| 2022             | Una vez más      | Abel Pintos      |

## Discografía

### Bandas sonoras
- 1995: Chiquititas vol. 1
- 1996: Chiquititas vol. 2
- 1997: Chiquititas vol. 3
- 1998: Verano del 98 vol. 1
- 1999: Verano del 98 vol. 2
- 2001: Chiquititas vol. 7

### Sencillos promocionales
| Sencillo                  | Año  | Banda sonora       |
| ------------------------- | ---- | ------------------ |
| «Rechufas»                | 1995 | Chiquititas vol. 1 |
| «Había una vez»           | 1995 | Chiquititas vol. 1 |
| «Mentiritas»              | 1995 | Chiquititas vol. 1 |
| «Chufacha»                | 1996 | Chiquititas vol. 2 |
| «Me pasan cosas»          | 1996 | Chiquititas vol. 2 |
| «Chufachón»               | 1997 | Chiquititas vol. 3 |
| «Por una sola vez»        | 1997 | Chiquititas vol. 3 |
| «Cabecita»                | 2000 | Cabecita           |
| «Chiquititas baila así»   | 2001 | Chiquititas vol. 7 |
| «Ventanita de los sueños» | 2001 | Chiquititas vol. 7 |
| «Vuela»                   | 2001 | Chiquititas vol. 7 |
| «Esperanza»               | 2001 | Chiquititas vol. 7 |

## Premios y nominaciones
| Año  | Premio                | Categoría                            | Trabajo     | Resultado |
| ---- | --------------------- | ------------------------------------ | ----------- | --------- |
| 1996 | Premios Martín Fierro | Mejor actriz infantil                | Chiquititas | Ganadora  |
| 2022 | Premios Martín Fierro | Mejor actriz protagonista de ficción | La 1-5/18   | Ganadora  |
| 2023 | Premios ACE           | Mejor actuación en comedia           | Votemos     | Pendiente |